# Lillträsket (Älvsby socken, Norrbotten, 728342-173319)
Lillträsket är en sjö i Älvsbyns kommun i Norrbotten och ingår i Piteälvens huvudavrinningsområde. Sjön har en area på 0,145 kvadratkilometer och ligger 131 meter över havet. Lillträsket ligger i Piteälven Natura 2000-område.

## Delavrinningsområde
Lillträsket ingår i det delavrinningsområde (728307-173381) som SMHI kallar för Utloppet av Yttre Arvidsträsket. Medelhöjden är 156 meter över havet och ytan är 24,43 kvadratkilometer. Räknas de 18 avrinningsområdena uppströms in blir den ackumulerade arean 176 kvadratkilometer. Borgforsälven som avvattnar avrinningsområdet har biflödesordning 2, vilket innebär att vattnet flödar genom totalt 2 vattendrag innan det når havet efter 47 kilometer. Avrinningsområdet består mestadels av skog (68 procent). Avrinningsområdet har 4,51 kvadratkilometer vattenytor vilket ger det en sjöprocent på 18,4 procent.